# Juan de Lanuza y Urrea
Juan de Lanuza y Urrea, surnommé « le Jeune » (1564 - Saragosse, 20 décembre 1591), est un juge d'Aragon. 

## Biographie
Juan de Lanuza y Urrea est le fils de Juan de Lanuza y Perellós (es), juge d'Aragon. En 1590, Antonio Pérez, secrétaire du roi Philippe II, se réfugie en Aragon pour échapper à la prison après l'assassinat de Juan de Escobedo le 31 mars 1578. Après la mort de son père, Lanuza devient à son tour grand juge d'Aragon, âgé seulement de 27 ans. Lorsque Philippe II accuse Pérez d'hérésie, l'Inquisition espagnole le capture. En réponse, le peuple de Saragosse se soulève en accord avec les fors d'Aragon. Lanuza devient le chef de cette résistance. Cependant, le roi envoie l'armée prendre la ville. Lanuza se réfuige à Épila sous la protection de Luis Ximénez de Urrea (es). De retour à Saragosse, Lanuza est arrêté puis décapité sur la place publique.